# Muttiah Muralitharan
Muttiah Muralitharan (* 17. April 1972 in Kandy, Sri Lanka) (Spitzname Murali) ist ein Cricketspieler aus Sri Lanka. Er gilt als einer der besten Spin Bowler in der Geschichte des Crickets. 1999 wurde er zu einem der fünf Wisden Cricketer of the Year gewählt. Eine Jury des Wisden Cricketers’ Almanack wählte ihn außerdem zum besten Bowler in der Geschichte des Test Cricket. Nach eigenen Angaben zieht er die Schreibweise Muthiah Muralidaran vor.

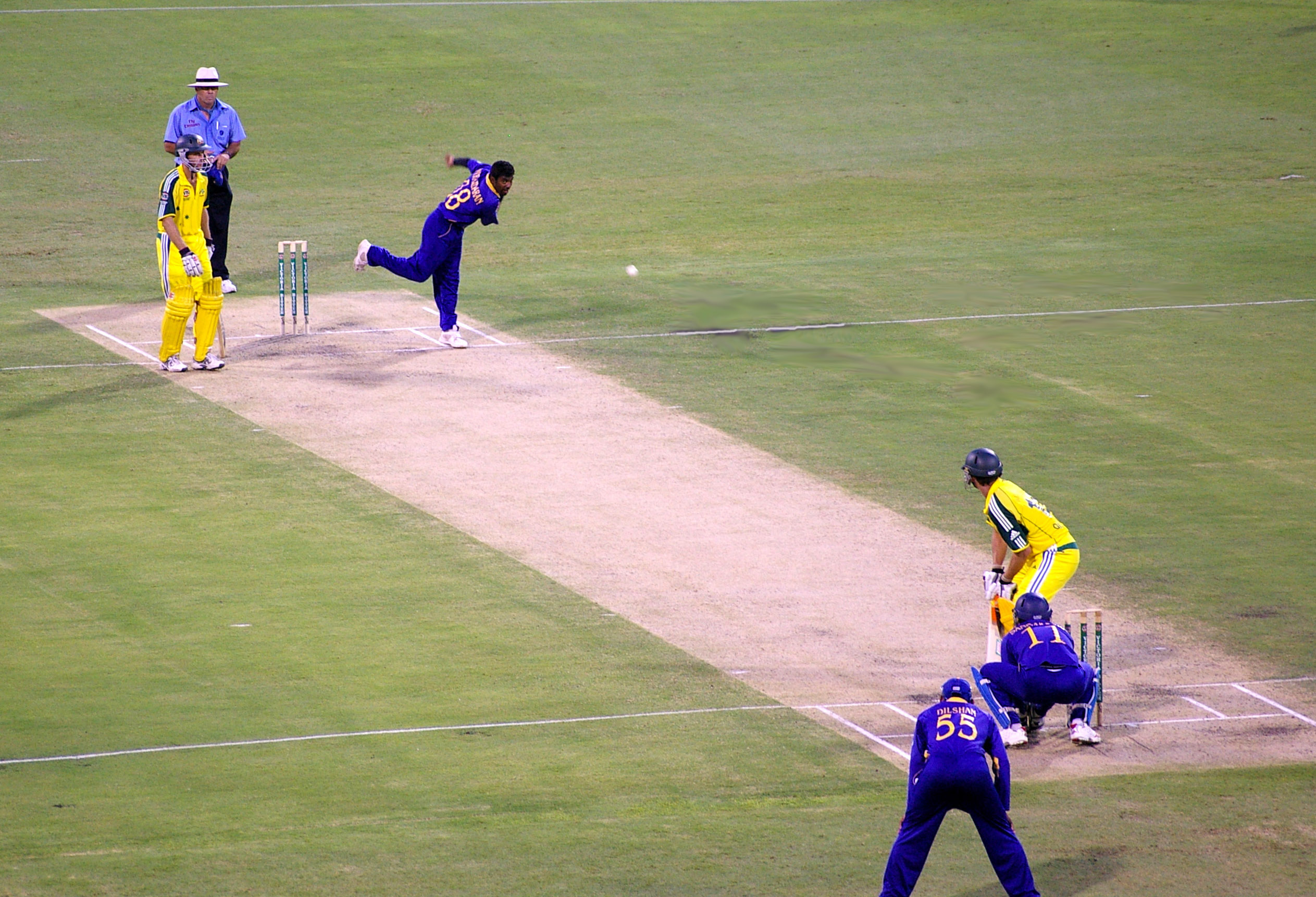
„Murali“ bowlt gegen Australien

Muttiah Muralitharan bestritt in seiner Test-Match-Karriere 133 Tests für Sri Lanka, bei denen er insgesamt 800 Wickets erzielte. Kein anderer Bowler hat mehr Test Wickets erzielt bzw. die Marke von 800 Test-Wickets erreicht. Damit ist er statistisch gesehen der erfolgreichste Bowler in der Geschichte des Test Cricket. Sein Test-Debüt feierte Muttiah Muralitharan im August 1992 in Colombo gegen Australien. In seiner Testlaufbahn hat er zwei Mal den Rekord der am meisten erzielten Wickets gebrochen. Das erste Mal brach er den Rekord, den vorher Courtney Walsh mit 519 Wickets gehalten hat, im Mai 2004. Das zweite Mal holte er den Rekord, der zwischenzeitlich von Shane Warne gehalten wurde, im Jahr 2007 gegen England.
Muttiah Muralitharan bestritt in seiner Karriere 350 One-Day International Matches, bei denen er insgesamt 534 Wickets erzielte. Damit ist er auch bei One-Day Internationals der Rekordhalter bei der Anzahl der erzielten Wickets. Den vorher von Wasim Akram gehaltenen Rekord übertraf er im Jahr 2009. Muralitharan nahm an fünf Cricket-Weltmeisterschaften (1996, 1999, 2003, 2007 und 2011) teil. 1996 konnte er mit dem Team von Sri Lanka den Cricket World Cup gewinnen.
Am 22. Juli 2010 beendete er seine Test-Cricket-Karriere und nach der Weltmeisterschaft 2011 seine internationale Karriere.